# Liolaemus huayra
Liolaemus huayra — вид ігуаноподібних ящірок родини Liolaemidae. Ендемік Аргентини.

## Поширення і екологія
Liolaemus huayra відомі з типової місцевості, розташованої в горах Сьєррас-де-Кільмес в департаменті Тафі-дель-Вальє в провінції Тукуман, на висоті 3545 м над рівнем моря. Вони живуть на високогірних кострицевих луках пуна. Є травоїдними і живородними.